# 鉱業権
鉱業権（こうぎょうけん、英語: mining right）とは、鉱物を探鉱・開発・生産し、生産物を取得・処分する権利。
鉱業権には、試掘権（英語: Prospecting right）と採掘権（英語: mineral right）がある。

## 日本における鉱業権
英米法では土地所有権の支配下にある私権とされているが、大陸法系のドイツ法が継受された日本においては「無主の鉱物は国に属する」と規定され（鉱業法第2条）、土地所有権とは別個の権利とされる。したがって、たとえ土地所有者であっても鉱業権によらずに法的鉱物を採掘・取得した場合は違法行為（盗掘）となる。
鉱業法（昭和25年12月20日法律第289号）第5条では登録を受けた一定の土地の区域（鉱区）において、登録を受けた鉱物及びこれと同種の鉱床中に存する他の鉱物を掘採し、及び取得する権利をいう。なお、鉱業権の詳細な規定については鉱業法に規定されている。

### 鉱業権者
鉱業権者となる者は、条約で別段の定めがない限り、日本国民又は日本国法人でなければならない（鉱業法第17条）。
鉱業権の設定は、経済産業大臣に出願してその許可を受けなければならないとされ、先願主義が採られている（鉱業法第21条）。

### 鉱業権の種類
鉱業権には次の2種類がある（鉱業法第11条）。
- 試掘権
- 採掘権

### 鉱業権の性質
- 鉱業権は、物権とみなされ、鉱業法に別段の定がある場合を除く外、不動産に関する規定が準用される（鉱業法第12条）[4]。
- 鉱業権は、相続その他の一般承継、譲渡、滞納処分、強制執行、仮差押え及び仮処分の目的となるほか、権利の目的となることができない。ただし、採掘権は、抵当権及び租鉱権の目的となることができる（鉱業法第13条）[4][6]。